# 迪亞曼蒂納龍屬
迪亞曼蒂納龍屬（學名：Diamantinasaurus）是一屬衍化的泰坦巨龍類恐龍，化石是在澳洲的白堊紀地層發現的。目前只有發現部份顱後骨骼。

## 描述及歷史

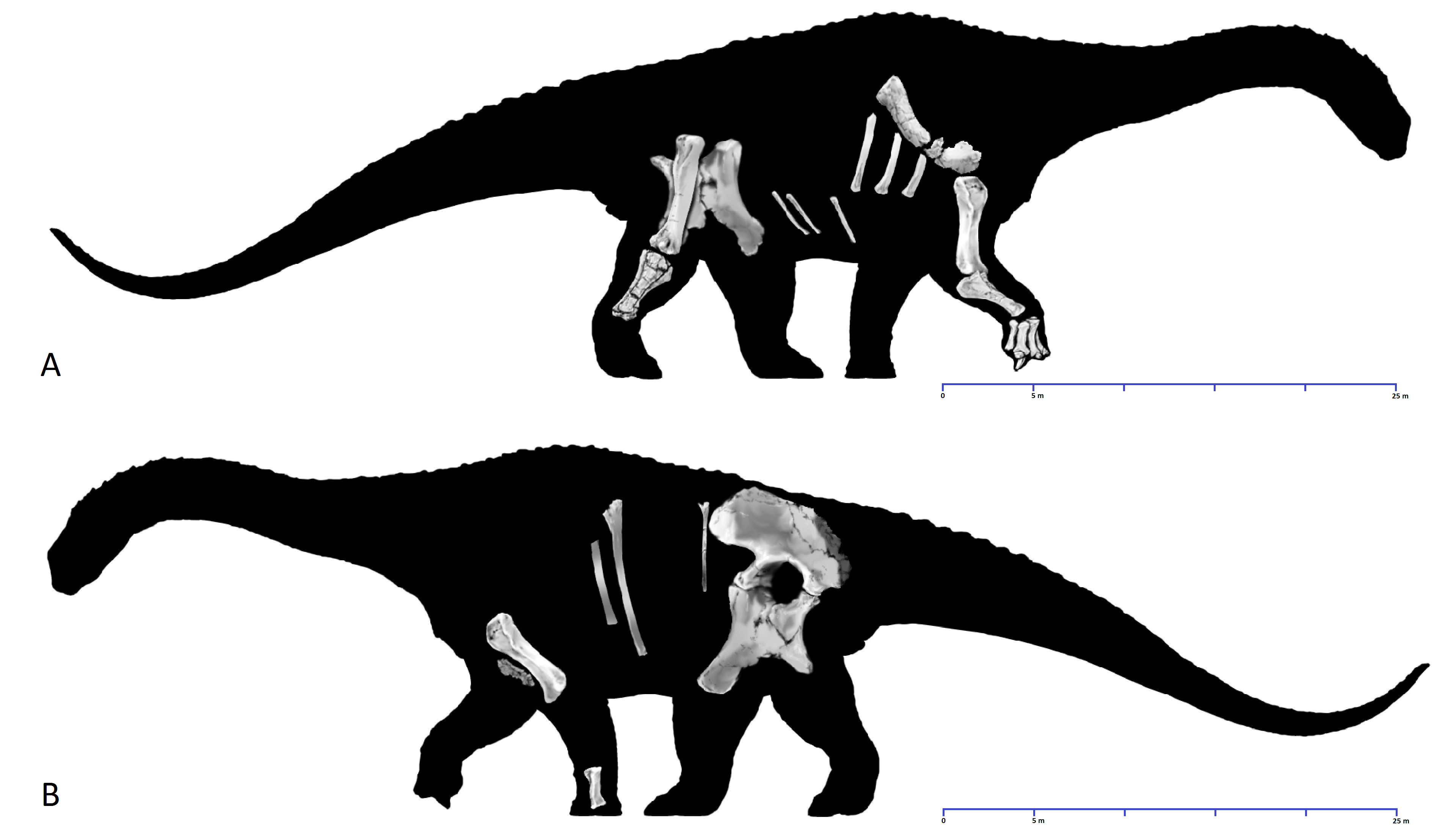
迪亞曼蒂納龍的各部位骨頭

迪亞曼蒂納龍的正模標本（編號AODL 603）是一組部份骨骼，包括有右肩胛骨、胸骨、大部份前肢、大部份後肢、部份骨盆、以及肋骨。迪亞曼蒂納龍具有拇指指爪，在衍化的泰坦巨龍類中相當獨特。四肢骨頭粗壯。牠們是於2009年由霍克努爾（Scott Hocknull）所描述、命名。模式種是瑪蒂爾達氏迪亞曼蒂納龍（D. matildae），種名以澳洲民歌《华尔兹·玛狄尔达》（Waltzing Matilda）來命名，原作者在編寫這首歌時，是在化石發現地附近的溫頓鎮完成。系統發生學研究顯示，牠們與後凹尾龍及薩爾塔龍同屬泰坦巨龍類的岩盔龍類（Lithostrotia）演化支。牠們身長約16米，體重約22噸。
很多泰坦巨龍類都有小型的鱗甲，但目前迪亞曼蒂納龍還沒有發現鱗甲。

## 古生物學
正模標本是於溫頓西北部60公里的地方發現。化石是在溫頓組的下層發現，年代可追溯至下白堊紀的阿爾布階。化石是發現於砂岩層間的黏土層，被認為是牛軛湖沉積層。在發現正模標本的地方同時發現了南方獵龍、雙殼綱、魚類、龜、鱷魚、及植物的化石。
溫頓組是個富含動物化石的地層，該地層發現過雙殼綱、腹足綱、昆蟲、肺魚類的Metaceratodus、龜類、艾西斯福德鱷（Isisfordia）、翼龍類…等化石。該地層還發現過許多恐龍化石，例如：蜥腳類的迪亞曼蒂納龍與溫頓巨龍、未命名的甲龍類與稜齒龍類。當地還發現蕨類、銀杏、裸子植物、被子植物…等植物化石。
迪亞曼蒂納龍的骨頭較溫頓巨龍的較粗壯。牠們是四足的大型植食性動物。